# Le Reculey
Le Reculey (Ausspracheⓘ) ist eine ehemalige französische Gemeinde mit 288 Einwohnern (Stand 1. Januar 2022) im Département Calvados in der Region Normandie.
Am 1. Januar 2016 wurde Le Reculey im Zuge einer Gebietsreform zusammen mit 19 benachbarten Gemeinden, die wie Le Reculey alle dem aufgelösten Gemeindeverband Bény-Bocage angehörten, als Ortsteil in die neue Gemeinde Souleuvre en Bocage eingegliedert.

## Geografie
Le Reculey liegt rund 9,5 Kilometer nordnordöstlich von Vire-Normandie und 30 Kilometer südöstlich von Saint-Lô.

## Bevölkerungsentwicklung
| Jahr                             | 1793 | 1836 | 1876 | 1926 | 1946 | 1968 | 1990 | 2013 |
| Einwohner                        | 386  | 362  | 296  | 205  | 214  | 187  | 169  | 267  |
| Quelle: Cassini, EHESS und INSEE |      |      |      |      |      |      |      |      |

## Sehenswürdigkeiten

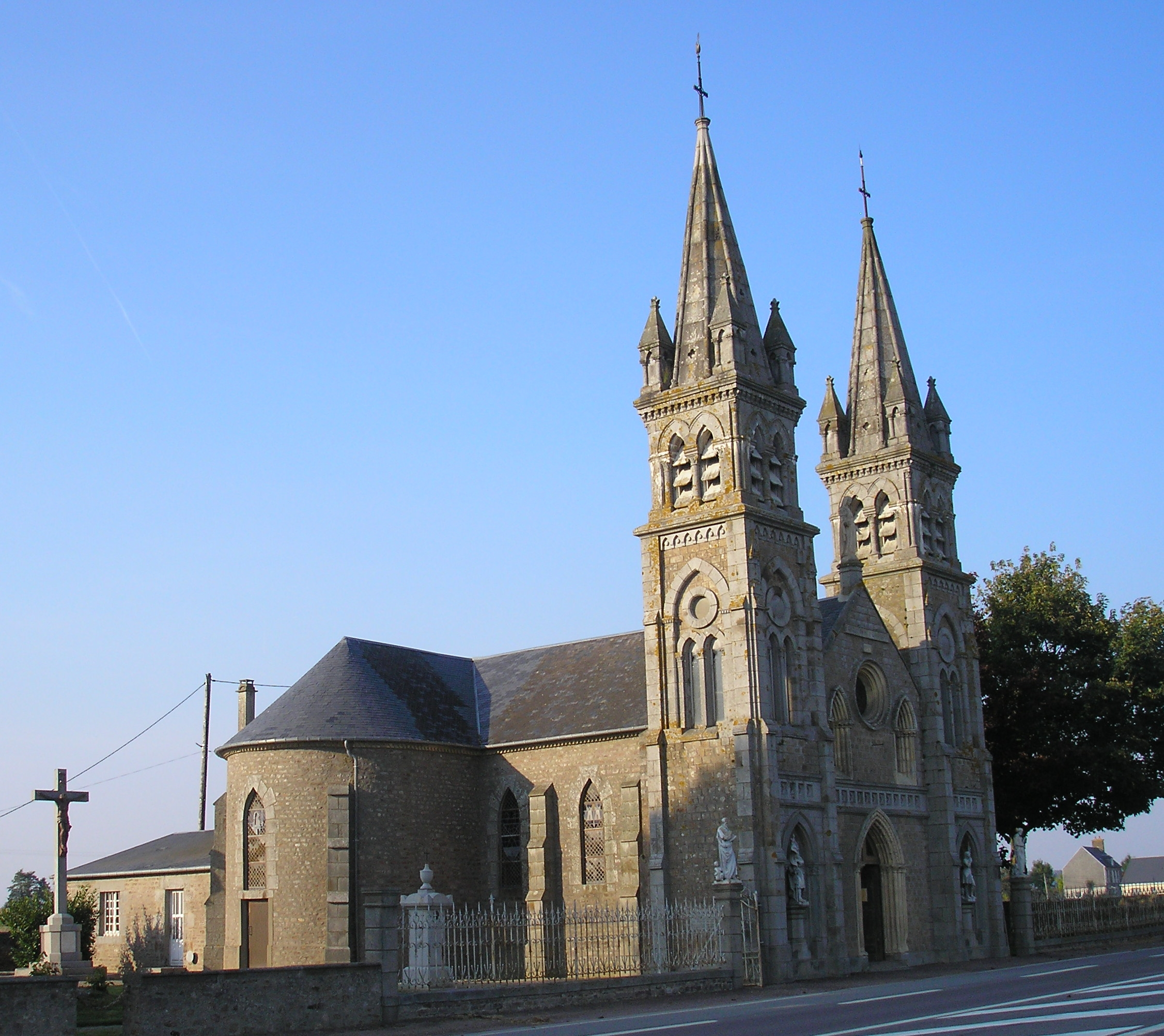
Kapelle Notre-Dame-du-Bocage

- Kirche Saint-Ouen aus dem 18. Jahrhundert; eine Malerei im Inneren ist seit 1908 als Monument historique klassifiziert[3]
- Kapelle Notre-Dame-du-Bocage